# Hiroki Aratani
Hiroki Aratani (Toyama, 6 augustus 1975) is een voormalig Japans voetballer.

## Carrière
Hiroki Aratani speelde tussen 1994 en 2011 voor Urawa Red Diamonds, Kawasaki Frontale, Omiya Ardija, Consadole Sapporo en Ventforet Kofu.